# João Bloem
João (nascido Jean) Bloem (Krefeld, 19 de abril de 1799 – Porto Alegre, 22 de abril de 1851) foi um militar e engenheiro alemão que viveu no Brasil por mais de 20 anos.

## Biografia
Nascido em Krefeld, então Reino da Prússia (atual Alemanha), assentou praça no Exército Brasileiro em julho de 1823. Fez parte, em 1825, da Comissão Militar, liderada por Conrado Jacob de Niemeyer,  que julgou os revoltosos do Ceará que se envolveram na Confederação do Equador e levou ao fuzilamento do líder Padre Mororó.
Foi comandante da ilha de Fernando de Noronha em 1826 e responsável por reequipar suas fortificações. 
Dirigiu em 1829 uma colônia de trabalhadores alemães em Pernambuco, a “Colônia Santa Amélia”, que foi desfeita depois de conflitos com um quilombo vizinho. No início dos anos 1830 trabalhou como engenheiro para o governo de Pernambuco .
Como Major do Corpo de Engenheiros, foi diretor da Fábrica de Ferro de Ipanema entre 1835 e 1842, recebendo apoio e recursos do Regente Feijó e do governador Tobias de Aguiar. Esteve de volta à Europa em 1837, por um ano, para comprar equipamentos, livros e contratar pessoas. Quando voltou, em dezembro de 1838, trouxe mais de 200 pessoas, principalmente alemães, sendo que 50 foram trabalhar em Ipanema e os demais ficaram trabalhando na construção da Estrada da Maioridade. As famílias Bresser e Holtz descendem de pessoas trazidas por ele ao Brasil.
Sua direção na Fábrica de Ferro de Ipanema foi um dos momentos mais profícuos do empreendimento . Recolocou em operação os altos fornos e o refino do ferro, reequipou as oficinas de usinagem de peças.  Atendeu as necessidades econômicas regionais, fundindo mais de 200 moendas de cana de açúcar para os fazendeiros de Itu, Campinas, Mogi-Mirim e região, e aos interesses do Exército Imperial, fornecendo ferro gusa para o Arsenal da Marinha e produzindo 3 canhões (incluindo a usinagem da alma, com tornos trazidos da Alemanha.  Dois dos canhões estão na Praça do Canhão, em Sorocaba, e um no Museu do Ipiranga. Alguns de seus mapas e suas obras de ferro fundido podem ser vistas no Centro de Memória da Floresta Nacional de Ipanema.
Foi afastado da Fábrica logo após o fim da Revolta Liberal, mas retornou ao serviço de engenharia do exército. Casou com Maria Carolina Mello, com quem teve o filho Anthero Augusto Bloem (1829-1883). É ancestral do jurista Ruy Bloem.